# Fechtweltmeisterschaften 1985
Die 34. Fechtweltmeisterschaft fand 1985 in Barcelona statt. Es wurden acht Wettbewerbe ausgetragen, sechs für Herren und zwei für Damen.

## Herren

### Florett, Einzel
| Platz | Land | Sportler        |
| ----- | ---- | --------------- |
| 1     | ITA  | Mauro Numa      |
| 2     | ITA  | Andrea Cipressa |
| 3     | FRG  | Harald Hein     |

### Florett, Mannschaft
| Platz | Land           | Sportler                                                                     |
| ----- | -------------- | ---------------------------------------------------------------------------- |
| 1     | Italien        | Mauro Numa, Andrea Cipressa, Andrea Borella, Federico Cervi                  |
| 2     | BR Deutschland | Harald Hein, Matthias Behr, Klaus Reichert, Thorsten Weidner, Ulrich Schreck |
| 3     | Sowjetunion    | Alexander Romankow, Wladimir Apziauri, Anwar Ibragimow, Boris Korezki        |

### Degen, Einzel
| Platz | Land | Sportler        |
| ----- | ---- | --------------- |
| 1     | FRA  | Philippe Boisse |
| 2     | TCH  | Jaroslav Jurka  |
| 3     | FRA  | Philippe Riboud |

### Degen, Mannschaft
| Platz | Land           | Sportler                                                                                  |
| ----- | -------------- | ----------------------------------------------------------------------------------------- |
| 1     | BR Deutschland | Volker Fischer, Achim Bellmann, Arnd Schmitt, Alexander Pusch, Thomas Gerull              |
| 2     | Italien        | Sandro Cuomo, Roberto Manzi, Stefano Bellone, Angelo Mazzoni, Maurizio Randazzo           |
| 3     | Sowjetunion    | Witali Agejew, Serhij Krawtschuk, Andrei Schuwalow, Alexander Moschajew, Mychajlo Tyschko |

### Säbel, Einzel
| Platz | Land | Sportler           |
| ----- | ---- | ------------------ |
| 1     | HUN  | György Nébald      |
| 2     | BUL  | Christo Etropolski |
| 3     | BUL  | Wassil Etropolski  |

### Säbel, Mannschaft
| Platz | Land        | Sportler                                                                  |
| ----- | ----------- | ------------------------------------------------------------------------- |
| 1     | Sowjetunion | Serhij Mindirhassow, Wiktor Krowopuskow, Andrei Alschan, Heorhij Pohossow |
| 2     | Bulgarien   | Christo Etropolski, Wassil Etropolski, Georgi Tschomakow, Marin Iwanow    |
| 3     | Ungarn      | Imre Bujdosó, Imre Gedővári, György Nébald, József Varga                  |

## Damen

### Florett, Einzel
| Platz | Land | Sportlerin       |
| ----- | ---- | ---------------- |
| 1     | FRG  | Cornelia Hanisch |
| 2     | FRG  | Sabine Bischoff  |
| 3     | FRA  | Pascale Hachin   |

### Florett, Mannschaft
| Platz | Land           | Sportlerinnen                                                                              |
| ----- | -------------- | ------------------------------------------------------------------------------------------ |
| 1     | BR Deutschland | Cornelia Hanisch, Sabine Bischoff, Susanne Lang, Anja Fichtel, Zita Funkenhauser           |
| 2     | Ungarn         | Gertrúd Stefanek, Zsuzsanna Jánosi, Edit Kovács, Zsuzsanna Szőcs, Katalin Győrffy          |
| 3     | Sowjetunion    | Walentina Sidorowa, Olga Welitschko, Marina Sobolewa, Olga Woschtschakina, Irina Uschakowa |